# 里弗班克 (加利福尼亚州)
里弗班克（英語：Riverbank），是美国加利福尼亚州斯坦尼斯劳斯县下属的一座城市。建市于1922年8月23日，面积大约为4.09平方英里（10.6平方公里）。根据2010年美国人口普查，该市有人口22,678人。